# Tabuaeran
Pour les articles homonymes, voir Fanning (homonymie).
Tabuaeran ou île Fanning, en anglais Fanning Island, est un atoll des îles de la Ligne, appartenant à la république des Kiribati.

## Démographie
Sa population est de 2 315 habitants en 2015, en forte augmentation par rapport à 2010, en raison notamment de l'industrie touristique, de développement récent et de la politique de repeuplement des Kiribati.

## Transports
Un navire de croisière de la NCL (Norwegian Cruise Line), le Norwegian Wind dessert l'île chaque semaine, à partir d'Hawaii, de façon à bénéficier du régime de la détaxe.
Depuis 2016, l'aérodrome de Tabuaeran est desservi depuis l'aéroport international Cassidy par Air Kiribati.

## Personnalités
L'ancien président Anote Tong est né sur cet atoll.

## Géographie
Sa superficie terrestre est de 33,7 km2 environ, avec un lagon interne.

## Économie
Le coprah est la seule exportation (avec un peu d'algues).

## Histoire
Découverte par l'explorateur américain Edmund Fanning en 1798 (d'où son nom), elle n'a pris son nom actuel (d'origine polynésienne) que lors de l'indépendance en 1979. Annexée par le Royaume-Uni en 1889, elle fit partie de la colonie des îles Gilbert et Ellice dès 1916. Célèbre pour une station du câble télégraphique transocéanique sur la All Red Line.
L'île est attaquée par un croiseur allemand en 1914. 